# Colegio de pontífices
El colegio de los pontífices (en latín,  collegium pontificum) fue una institución de la Antigua Roma que estaba compuesta por los sacerdotes de más alto rango de la religión estatal, de carácter politeísta. El colegio estaba compuesto por el pontífice máximo, las vestales, el rex sacrorum y los flamines. Era uno de los cuatro principales colegios sacerdotales, junto con el de augures, el quindecemviri sacris faciundis y el de los epulones.
La etimología del título pontifex proviene del término latino para «constructor de puentes», en lo que podría ser una alusión a un rol muy temprano de aplacar a los dioses y espíritus asociados al río Tíber. Varrón también cita esta etimología en el sentido de "ser capaces de hacer".

## Número de miembros y elección
Hasta el año 300 a. C. el colegio estuvo formado por cuatro pontífices, todos ellos patricios. La Lex Ogulnia de aquel año estableció cuatro nuevos miembros de extracción plebeya, por lo que el colegio pasó a estar formado por ocho pontífices. En el periodo 218-167 —periodo documentado en la obra de Tito Livio—, el número de pontífices es nueve, cinco de los cuales eran plebeyos. En tiempos de Sila, el colegio había alcanzado los quince miembros, siendo ocho plebeyos y siete patricios los registrados en el año 57 a. C. Cicerón menciona da a entender que, a finales de la República, todos los puestos podían ser ocupados por plebeyos, mientras que el nacimiento patricio restringía el acceso a determinados sacerdocios.
Los sacerdotes del colegio de los pontífices tenían carácter vitalicio. Eran elegidos por cooptación y a cada vacante accedía un nuevo miembro de la misma clase social del anterior sacerdote.

## Composición
El pontifex maximus era el miembro más importante del Colegio, y hasta el año 104 a. C. mantuvo el privilegio de nombrar a su discreción al resto de miembros del Colegio.
Los flamines eran sacerdotes encargados de los cultos a los 15 dioses oficiales de la religión estatal romana, estando cada uno de ellos dedicados a un dios. Los 3 principales flamines eran los sacerdotes de Júpiter (flamen Dialis), Marte (flamen Martialis) y Quirino (flamen Quirinalis). Había otros 12 flamines menores: Caramentalis, Cerialis, Falacer, Floralis, Furrinalis, Pulatualis, Pomonalis, Portunalis, Volcanalis, Volturnalis, y otros dos que se desconocen.
Las Vestales eran los únicos miembros femeninos del colegio. Se encargaban de guardar la llama sagrada de Roma, manteniéndola siempre encendida en el Templo de Vesta. Las mujeres dedicadas a este trabajo eran elegidas en edades comprendidas entre los 6 y 10 años, y debían llevar a cabo los ritos y obligaciones propios, incluyendo la castidad, durante 30 años. 
El Rex Sacrorum era un cargo con carácter de jefe de Estado. La posición se creó a la caída de la monarquía y fue instituida para sustituir las labores que el rey realizaba durante los ritos religiosos para obtener el favor de los dioses.

## Carácter jurídico
El Colegio de Pontífices, durante la época arcaica, también se encargó de realizar una importante labor interpretativa del Derecho romano antiguo. Así, los pontífices a través de su interpretatio hacen que resulte posible la aplicación del Derecho a la vida cotidiana de los ciudadanos romanos.
Dada la conexión que existe entre Derecho y religión en la época arcaica del Derecho Romano, no es de extrañar que los primeros juristas pertenecieran a este colegio sacerdotal. En este contexto, los pontífices son los únicos que fijan y conocen el calendario judicial (días fasti-hábiles- y nefasti -inhábiles-), además son los depositarios de los formularios procesales, llamados legis actiones, y que además asuman la función de darle una aplicación práctica al Derecho, ciencia de la que son únicos conocedores. 
La actividad de estos conocedores del Derecho (irisprudentes)se resume en tres verbos:
- AGERE: se refiere a la capacidad de indicar la acción oportuna.
- CAVERE: Se refiere a redactar los formularios y esquemas para los negocios concretos, evitando su nulidad ante el rígido formalismo observado en la época.
- RESPONDERE: Se refiere a contestar y opinar ante las preguntas formuladas.

Finalmente podemos concluir diciendo que tras la Ley de las XII Tablas, la interpretatio del Ius Civile que hacían los pontífices fue muy destacada y, aunque los pontífices se sienten vinculados a la tradición y por lo que crean un Ius Legitimum, están capacitados para utilizar las palabras de la ley en su mejor conveniencia.
El Procedimiento formulario estará monopolizado por el secretismo con que se guardaban las fórmulas en el colegio de los pontífices hasta que en el año 300 a. C. Flavio publica un libro que contenía las fórmulas procesales, desatando este hecho el denominado "proceso de secularización del Derecho".